# عشق تورا-سان در اوساکا
عشق تورا-سان در اوساکا (انگلیسی: Tora-san's Love in Osaka) یک فیلم کمدی ژاپنی محصول ۱۹۸۱ به کارگردانی یوجی یامادا است. این فیلم بیست و هفتم فیلم از مجموعه محبوب و طولانی‌مدت اوتوکو وا تسورای یو است.

## خلاصه
وقتی سفرهایش او را به اوساکا می‌آورد، تورا سان عاشق یک گیشای محلی می‌شود. او به او کمک می‌کند تا برادر جدا شده اش را پیدا کند و به خانواده اش اطلاع می‌دهد که قصد دارد با او ازدواج کند. نقشه‌های او زمانی که گیشا به تورا سان اطلاع می‌دهد که نامزد کرده‌است نقش بر آب می‌شود.

## ارزیابی انتقادی
«عشق تورا سان در اوساکا» پنجمین پولساز برتر گیشه ژاپن در سال ۱۹۸۱ بود. در جایزه آکادمی فیلم ژاپن و جوایز روبان آبی، کیوشی آتسومی نامزد بهترین بازیگر مرد توسط آکادمی ژاپن شد.
استوارت گالبریت چهارم می‌نویسد که «عشق تورا سان در اوساکا» یک «مدخل بالاتر از حد متوسط در این سریال همیشه عالی» است. او اشاره می‌کند که ممکن است برخی از نکته‌های طنز فیلم در بینندگان غربی از بین برود زیرا از تضاد بین فرهنگ توکیو و اوساکا نشات می‌گیرد. به گفته گالبریت، کارگردان یامادا، «بدیهی است که ژاپن روستایی و دورافتاده را به مناظر شهری گسترده مانند اوساکا ترجیح می‌دهد»، اما با این وجود، «فیلم به عنوان یک ولنتاین صمیمانه برای شهر و مردم آن بازی می‌کند.»